# Aphantolana moortgati
Aphantolana moortgati är en kräftdjursart som först beskrevs av Mueller och Salvat 1993.  Aphantolana moortgati ingår i släktet Aphantolana och familjen Cirolanidae. Inga underarter finns listade i Catalogue of Life.